# Récompenses du Thunder d'Oklahoma City
Le Thunder d'Oklahoma City est une franchise de basket-ball américaine évoluant dans la National Basketball Association. Cet article regroupe l'ensemble des récompenses du Thunder d'Oklahoma City durant les saisons NBA.

## Titres de l'équipe

### Champion NBA
Le Thunder a gagné 2 titres de champion NBA : 1979et 2025.

### Champion de conférence
Ils ont remporté 5 titres de champion de la Conférence Ouest: 1978, 1979, 1996, 2012 et 2025.

### Champion de division
Le Thunder ont été 13 fois champion de leur division : 1979, 1994, 1996, 1997, 1998, 2005, 2011, 2012, 2013, 2014, 2016, 2024 et 2025.
Ces titres se répartissent en 5 titres de la division Pacifique et 8 titres de la division Nord-Ouest.

## Titres individuels

### MVP
- Kevin Durant – 2014
- Russell Westbrook – 2017
- Shai Gilgeous-Alexander – 2025

### MVP de la finale de la Conférence Ouest
- Shai Gilgeous-Alexander – 2025

### MVP des Finales
- Dennis Johnson – 1979
- Shai Gilgeous-Alexander – 2025

### Défenseur de l'année
- Gary Payton – 1996

### Rookie de l'année
- Kevin Durant – 2008

### 6ème homme de l'année
- James Harden – 2012

### Meilleure progression de l'année
- Dale Ellis – 1987

### Entraîneur de l'année
- Scott Brooks – 2010
- Mark Daigneault – 2024

### Exécutif de l'année
- Zollie Volchok – 1983
- Bob Whitsitt – 1994
- Sam Presti – 2025

### J. Walter Kennedy Citizenship Award
- Slick Watts – 1976

### NBA Sportsmanship Award
- Hersey Hawkins – 1999
- Ray Allen – 2003

### NBA Community Assist Award
- Russell Westbrook – 2015
- Chris Paul – 2020

## Hall of Fame

### Joueurs
10 hommes ayant joué au Thunder principalement, ou de façon significative pendant leur carrière ont été introduits au Basketball Hall of Fame (également appelé Naismith Memorial Basketball Hall of Fame).
| Joueur               | Activité au Thunder | Activité au Thunder       | Hall of Fame        |
| Joueur               | Années              | Titres avec Oklahoma City | Année intronisation |
| -------------------- | ------------------- | ------------------------- | ------------------- |
| Lenny Wilkens        | 1968–1972           | 0                         | 1989                |
| David Thompson       | 1982–1984           | 0                         | 1996                |
| Patrick Ewing        | 2000–2001           | 0                         | 2008                |
| Dennis Johnson       | 1976–1980           | 1                         | 2010                |
| Gary Payton          | 1990–2003           | 0                         | 2013                |
| Šarūnas Marčiulionis | 1994–1995           | 0                         | 2014                |
| Spencer Haywood      | 1970–1975           | 0                         | 2015                |
| Ray Allen            | 2003–2007           | 0                         | 2018                |
| Jack Sikma           | 1977–1986           | 1                         | 2019                |
| Paul Westphal        | 1980–1981           | 0                         | 2019                |

### Entraineurs, managers et contributeurs
| Personnalité  | Activité au Thunder | Activité au Thunder       | Activité au Thunder | Hall of Fame        | Hall of Fame |
| Personnalité  | Années              | Titres avec Oklahoma City | Fonction            | Année intronisation | Qualité      |
| ------------- | ------------------- | ------------------------- | ------------------- | ------------------- | ------------ |
| Lenny Wilkens | 1969–1972 1977–1985 | 1                         | entraîneur          | 1998                | entraîneur   |
| Rod Thorn     | 1967–1971           | 0                         | joueur              | 2018                | contributeur |
| Bill Russell  | 1973–1977           | 0                         | entraîneur          | 2021                | entraîneur   |
| George Karl   | 1992–1998           | 0                         | entraîneur          | 2022                | entraîneur   |

## Maillots retirés
Les maillots retirés de la franchise du Thunder sont les suivants :
- 1 - Gus Williams
- 4 - Nick Collison
- 10 - Nate McMillan
- 19 - Lenny Wilkens
- 24 - Spencer Haywood
- 32 - Fred Brown
- 43 - Jack Sikma

## Récompenses du All-Star Week-End

### Sélections au All-Star Game
Liste des joueurs sélectionnés pour le All-Star Game, en tant que joueur du Thunder d'Oklahoma City :
- Walt Hazzard – 1968
- Lenny Wilkens (x3) – 1969, 1970, 1971
- Bob Rule – 1969
- Spencer Haywood (x4) – 1972, 1973, 1974, 1975
- Fred Brown – 1976
- Dennis Johnson (x2) – 1979, 1980
- Jack Sikma (x7) – 1979, 1980, 1981, 1982, 1983, 1984, 1985
- Paul Westphal – 1981
- Lonnie Shelton – 1982
- Gus Williams (x2) – 1982, 1983
- David Thompson – 1983
- Tom Chambers – 1987
- Xavier McDaniel – 1988
- Dale Ellis – 1989
- Shawn Kemp (x5) – 1993, 1994, 1995, 1996, 1997
- Gary Payton (x9) – 1994, 1995, 1996, 1997, 1998, 2000, 2001, 2002, 2003
- Detlef Schrempf (x2) – 1995, 1997
- Vin Baker – 1998
- Ray Allen (x4) – 2004, 2005, 2006, 2007
- Rashard Lewis – 2005
- Kevin Durant (x7) – 2010, 2011, 2012, 2013, 2014, 2015, 2016
- Russell Westbrook (x8) – 2011, 2012, 2013, 2015, 2016, 2017, 2018, 2019
- Paul George (x2) – 2018, 2019
- Chris Paul – 2020
- Shai Gilgeous-Alexander (x3) – 2023, 2024, 2025
- Jalen Williams – 2025

### MVP du All-Star Game
- Lenny Wilkens – 1971
- Tom Chambers – 1987
- Kevin Durant – 2012
- Russell Westbrook (x2) – 2015, 2016

### Entraîneur au All-Star Game
- Lenny Wilkens (x2) – 1979, 1980
- George Karl (x3) – 1994, 1996, 1998
- Scott Brooks (x2) – 2012, 2014

### Vainqueur du concours à 3 points
- Dale Ellis – 1989

### Vainqueur du concours de dunks
- Desmond Mason – 2001
- Hamidou Diallo – 2019

## Distinctions en fin d'année

### All-NBA Team

#### All-NBA First Team
- Spencer Haywood (x2) – 1972, 1973
- Gus Williams – 1982
- Gary Payton (x2) – 1998, 2000
- Kevin Durant (x5) – 2010, 2011, 2012, 2013, 2014
- Russell Westbrook (x2) – 2016, 2017
- Paul George – 2019
- Shai Gilgeous-Alexander (x3) – 2023, 2024, 2025

#### All-NBA Second Team
- Spencer Haywood (x2) – 1974, 1975
- Dennis Johnson – 1980
- Gus Williams – 1980
- Shawn Kemp (x3) – 1994, 1995, 1996
- Gary Payton (x5) – 1995, 1996, 1997, 1999, 2002
- Vin Baker – 1998
- Ray Allen – 2005
- Russell Westbrook (x5) – 2011, 2012, 2013, 2015, 2018
- Kevin Durant – 2016
- Chris Paul – 2020

#### All-NBA Third Team
- Dale Ellis – 1989
- Gary Payton (x2) – 1994, 2001
- Detlef Schrempf – 1995
- Paul George – 2018
- Russell Westbrook  – 2019
- Jalen Williams  – 2025

### NBA All-Rookie Team

#### NBA All-Rookie First Team
- Bob Rule – 1968
- Al Tucker – 1968
- Art Harris – 1969
- Tom Burleson – 1975
- Jack Sikma – 1978
- Xavier McDaniel – 1986
- Derrick McKey – 1988
- Jeff Green – 2008
- Kevin Durant – 2008
- Russell Westbrook – 2009
- Jalen Williams – 2023
- Chet Holmgren – 2024

#### NBA All-Rookie Second Team
- Gary Payton – 1991
- Desmond Mason – 2001
- Vladimir Radmanović – 2002
- James Harden – 2010
- Steven Adams - 2014
- Josh Giddey - 2022
- Cason Wallace – 2024

### NBA All-Defensive Team

#### NBA All-Defensive First Team
- Slick Watts – 1976
- Dennis Johnson (x2) – 1979, 1980
- Gary Payton (x9) – 1994, 1995, 1996, 1997, 1998, 1999, 2000, 2001, 2002

- Serge Ibaka (x3) – 2012, 2013, 2014
- Paul George – 2019
- Luguentz Dort – 2025

#### NBA All-Defensive Second Team
- Lonnie Shelton – 1982
- Jack Sikma – 1982
- Danny Vranes – 1985
- Nate McMillan (x2) – 1994, 1995

- Thabo Sefolosha – 2010
- Andre Roberson – 2017
- Jalen Williams – 2025